# قهریزجان
قهریزجان عربی شدهٔ واژهٔ پارسی کهریزگان، روستایی از توابع بخش کرون شهرستان تیران و کرون در استان اصفهان ایران است. کَهریز واژه‌ای پارسی به معنای کاریز و قنات است. شکل دیگر این واژه در قدیم کاهریز بوده‌است.[۱] هم‌اکنون گویش محلی نام این روستا کهریزگان می‌باشد.

## وجه تسمیه
بررسي علل پيدايش روستای قهريزجان نشانگر اين است كه در قديم دور تا دور اين روستا كهريز و قنات 
زيادی وجود داشته است كه به همين خاطر كهريزجان معروف ميشود و به مرور تبديل به قهريزجان 
ميگردد.
با توجه به وضعيت اقليمي و منابع آب و خاک مستعد كشاورزی اين منطقه ، به خصوص آب فراواني كه در 
گذشته داشته است )به طوری كه تمام روستاهای اطراف قنات آنها از اين روستا گرفته ميشده است ( قاعدتا 
اين روستا بايد با اهداف اقتصادی پايه گذاری شده باشد. از اين رو فرد يا افرادی اقدام به حفر چاه و سپس 
ايجاد مجتمع مسكوني نموده اند. هسته ی اوليه ی روستا در قسمت جنوب منطقه در مرغوب ترين اراضي 
شكل گرفته است كه اكنون كامال تخريب گشته است.به تدريج با شروع اصالحات اراضي و ايجاد خرده 
مالكي بافت مسكوني روستا و اطراف هسته اوليه گسترش پيدا ميكند.به طوری كه ساخت مسكن در اراضي 
نامرغوب تر هم شروع ميشود در سالهای 42تا 57 خانه هايي به شكل نامنظم و متراكم د رشرق و غرب 
وشمال هسته اوليه ساخته ميشود و از پراكندگي اوليه كاسته ميشود . بعد از انقالب خانه های جديدی و 
بافت مسكوني منظم تری در جنوب و غرب و شمال منطقه بخصوص در امتداد كانال آب نجف آباد ساخته 
ميشود.

## آب و هوا
روستای قهريزجان به لحاظ نزديكي به ارتفاعات زاگرس دارای آب وهوای نيمه خشك و معتدل ميباشد.
اين روستا از نظر درجه حرارت دما دارای درجه حرارت متوسط سالانه 13 درجه ی سانتيگراد 
ميباشد.كه گرمترين ماه های سال ، تير و مرداد كه حدود 35 درجه سانتيگراد و سردترين ماههای سال 
، دی و بهمن كه حدود 8/4 -درجه سانتيگراد ميباشد.از حيات جانوری هم ميتوان به وجود روباه،خرگوش،جوجه تيغي و بعضي از پرندگان كه اكثرا همه جا ديده
ميشوند، نام برد.

## کشاورزی
بيشترين توليد اين روستا دربحث كشاورزی مخصوصا گلخانه ها و صيفي كاری ها ميباشد. از دیگر محصولات میتوان به گندم، جو ‌، گردو،انگور و زعفران ... اشاره کرد.

## جمعیت
این روستا در دهستان کرون سفلی قرار دارد و براساس سرشماری مرکز آمار ایران در سال ۱۳95، جمعیت آن ۱٬976 نفر (۴۴۸خانوار) بوده‌است.